# Banco da Jordânia
O Banco da Jordânia é um banco localizado na Jordânia. Foi fundado em 1960 e está sediado em Amã. Oferece cartões de crédito e internet banking. Explora mais de 60 agências bancárias na Jordânia e oito sucursais nas áreas da Cisjordânia e Faixa de Gaza, e mais de 60 caixas eletrônicos.
As ações do banco estão cotadas na Bolsa de Valores de Amã, com o ASE Weighted Index, sendo índice da bolsa.
Atualmente, o Banco da Jordânia, um dos quatro maiores bancos comerciais locais com capital de 100 milhões de dinares, bem como a dimensão dos 1456 milhões de dinares ativos e os direitos dos acionistas ascendeu a 161 milhões de dinares, como em 31/12/2007, e tem uma variedade de pontos de distribuição que incluem uma rede de sucursais e escritórios, constituído de 82 sucursais e escritórios; e uma rede de caixas eletrônicos com 90 instalações na Jordânia e Palestina, bem como canais de distribuição eletrônica, incluindo o Banco Mundial e a Internet e o serviço de mensagens curtas, o SMS.
Os profissionais contratados pelo Banco obtiveram um bom resultado devido a uma boa gestão, abordagem estratégica e integrada e uma visão que simulam o futuro em todas as suas dimensões e lidar com mudanças rápidas no setor bancário, o Banco de trabalho para implementar um conjunto de projetos de desenvolvimento estratégico e fortalecer sua infra-estrutura, serviços, informações e apoio tecnológico e de reforçar a posição competitiva. A liderança e a prestação de serviços bancários e melhores alternativas para os clientes e concessionários públicos e recursos directos.